# 1947

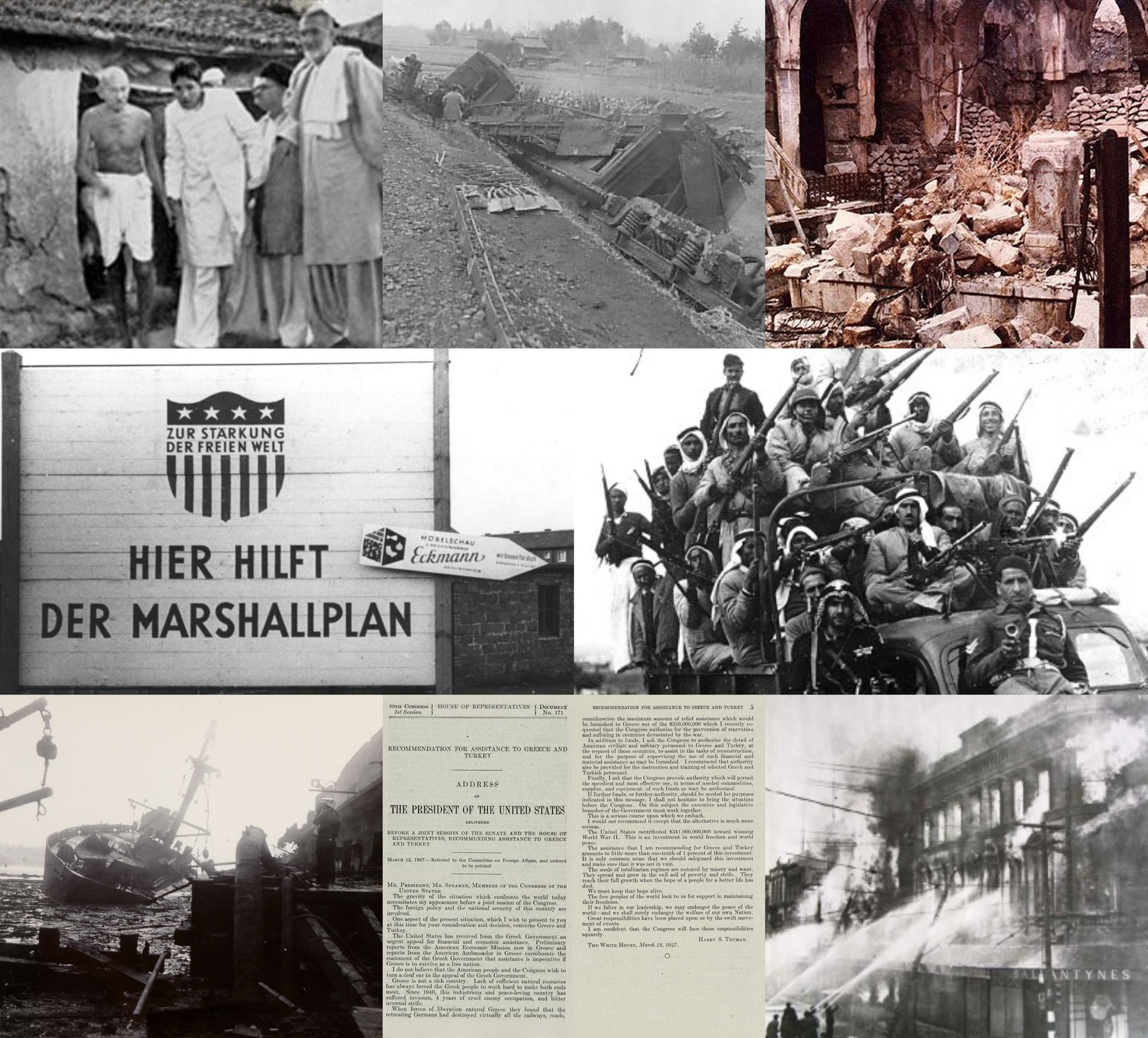

1947 (MCMXLVII) là một năm thường bắt đầu vào Thứ tư của lịch Gregory, năm thứ 1947 của Công nguyên hay của Anno Domini, the năm thứ 947  của thiên niên kỷ 2, năm thứ 47  của thế kỷ 20, và năm thứ  8   của thập niên 1940. 

## Sự kiện

### Tháng 1
- 2 tháng 1: Quân giải phóng Trung Quốc tại Hoa Đông mở chiến dịch Lỗ Nam.
- 20 tháng 1: Kết thúc chiến dịch Lỗ Nam.

### Tháng 2
- 17 tháng 2: Quân Việt Minh an toàn rút về căn cứ Việt Bắc.
- 28 tháng 2: Tại Đài Loan xảy ra sự kiện khởi nghĩa vũ trang.

### Tháng 3
- 12 tháng 3: Tổng thống Hoa Kỳ Harry Truman tuyên bố về Chủ thuyết Truman sự kiện khởi mào chiến tranh lạnh.

### Tháng 4
- 16 tháng 4: Ra đời thuật ngữ chiến tranh lạnh.

### Tháng 5
- 6 tháng 5: Hoa Kỳ để xuất kế hoạch viện trợ cho Tây Âu bị tàn phá sau chiến tranh thế giới
- 22 tháng 5: Hoa Kỳ viện trợ 400 triệu USD cho Thổ Nhĩ Kỳ và Hy Lạp chống lại chủ nghĩa cộng sản.

### Tháng 7
- 11 tháng 7: Hoa Kỳ công bố chính sách mới tại khu chiếm đóng ở nước Đức.

### Tháng 8
- 15 tháng 8: Ấn Độ và Pakistan giành được độc lập.

### Tháng 10
- 7 tháng 10: Thực dân Pháp tấn công căn cứ cách mạng tại Việt Bắc
- 9 tháng 10: Thực dân Pháp bao vây Việt Bắc.
- 30 tháng 10: Việt Minh phục kích quân Pháp tại đèo Bông Lau.

### Tháng 11
- 6 tháng 11: Quân giải phóng Trung Quốc giải phóng Thạch Gia Trang.
- 12 tháng 11: Thành lập hội đồng dân chủ tự trị Đài Loan tại Hongkong.
- 14 tháng 11: Liên hợp quốc thông qua nghị quyết yêu cầu các lực lượng quân sự nước ngoài rút khỏi bán đảo Triều Tiên.

### Tháng 12
- 19 tháng 12: Việt Minh đánh bại cuộc tấn công Việt Bắc của thực dân Pháp.
- 30 tháng 12: Thành lập nước cộng hòa nhân dân Rumani.

## Sinh

Bùi Minh Thứ

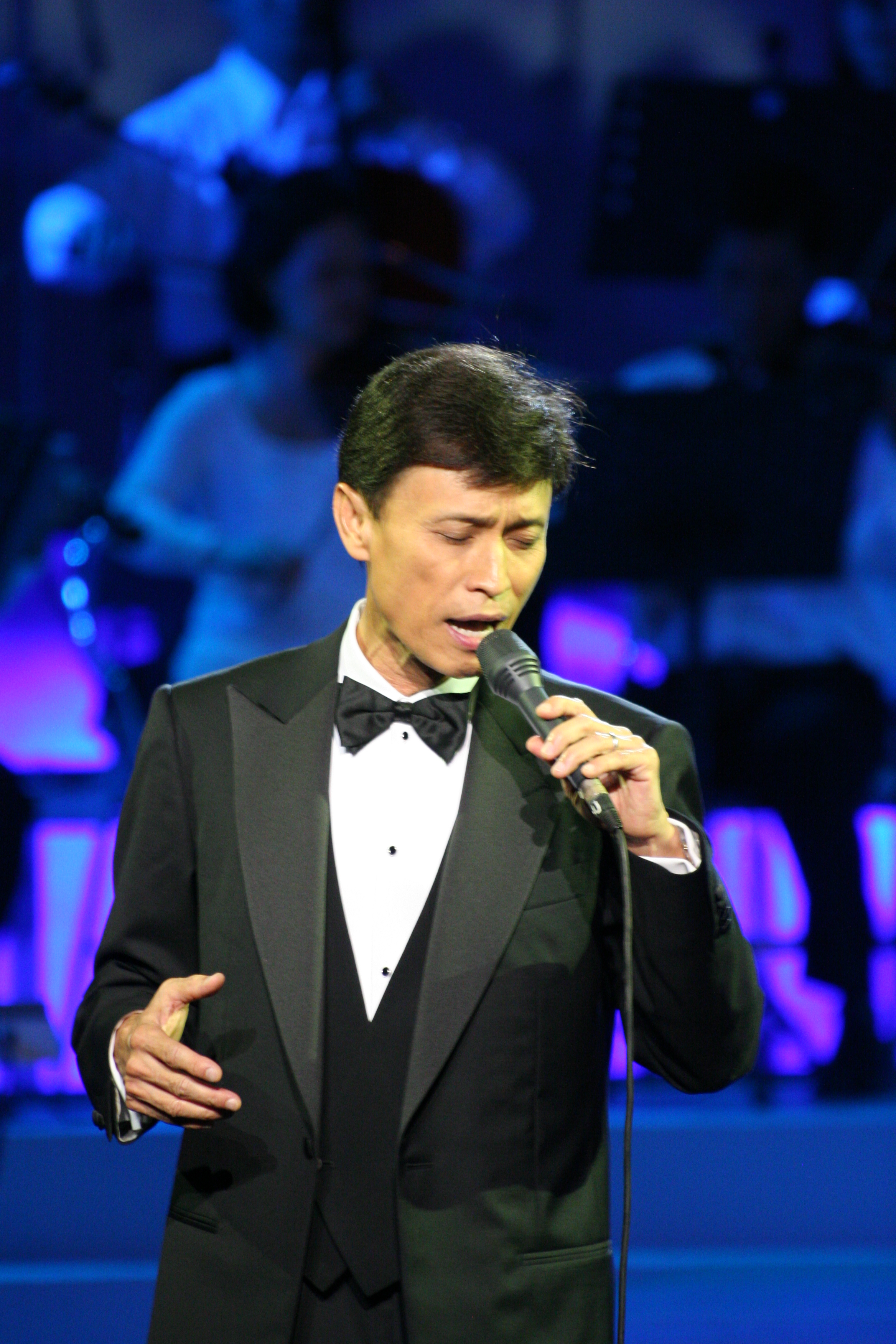
Tuấn Ngọc

Nguyễn Ngọc Ký

- 21 tháng 1 - Bùi Minh Thứ, Trung tướng Việt Nam (m. 2022)
- 14 tháng 2 – Phạm Tuân, phi công, phi hành gia
- 28 tháng 2 – Quách Lê Thanh
- 22 tháng 4 – Năm Cam (m. 2004)
- 16 tháng 5 - Trần Tiến, là một nhạc sĩ người Việt Nam
- 23 tháng 5 – Michael Porter, nhà kinh tế học đoạt giải Nobel về Kinh tế
- 28 tháng 6 –  Nguyễn Ngọc Ký, nhà giáo khuyết tật Việt Nam. (m. 2022)
- 29 tháng 6 – Khương Đại Vệ, diễn viên Hồng Kông
- 14 tháng 7 – Phượng Liên, nghệ sĩ cải lương người Việt Nam
- 25 tháng 7 – Adolfo Rodríguez Saá
- 30 tháng 7 – Arnold Schwarzenegger
- 25 tháng 8 – Nguyễn Trọng Tạo, nhà thơ, nhạc sĩ, nhà báo, họa sĩ Việt Nam (m. 2019).
- 28 tháng 8 – Uông Minh Thuyên, nữ diễn viên người Hồng Kông
- 24 tháng 9 - Phượng Vũ (Trần Gia Bửu), ca sĩ, nhạc sĩ người Việt Nam (m. 2021)
- 27 tháng 9 - Meat Loaf, ca sĩ và diễn viên người Mỹ (m. 2022)
- 4 tháng 10 - Tuấn Ngọc, ca sĩ Việt Nam
- 9 tháng 10 – France Gall, ca sĩ nhạc pop người Pháp (m. 2018)
- 29 tháng 10 – Thanh Tuyền, ca sĩ nhạc vàng người Việt Nam

## Mất
- 16 tháng 4 - Huỳnh Phú Sổ, người sáng lập đạo Phật giáo Hòa Hảo.
- 21 tháng 4 – Huỳnh Thúc Kháng, Quyền Chủ tịch nước Việt Nam Dân chủ Cộng hòa, Bộ trưởng Bộ Nội vụ  (s. 1876).
- 16 tháng 6 – Barton Appler Bean, nhà ngư học người Mỹ (s. 1860).
- 10 tháng 12 – Đạm Phương, nhà thơ, nhà hoạt động văn hóa xã hội, nhà báo nữ Việt Nam đầu thế kỷ XX (s. 1881).

## Giải Nobel
- Vật lý – Edward Victor Appleton
- Hóa học – Sir Robert Robinson
- Y học – Carl Ferdinand Cori, Gerty Cori, Bernardo Houssay
- Văn học – André Gide
- Hòa bình – The Friends Service Council (UK) and The American Friends Service Committee (USA), on behalf of the Religious Society of Friends